# МАЗ-5549
МАЗ-5549 (4х2) — вантажний автомобіль вантажопідйомністю 8 тонн, що випускався Мінським автомобільним заводом з 1977 року по 1990 рік.

## Опис

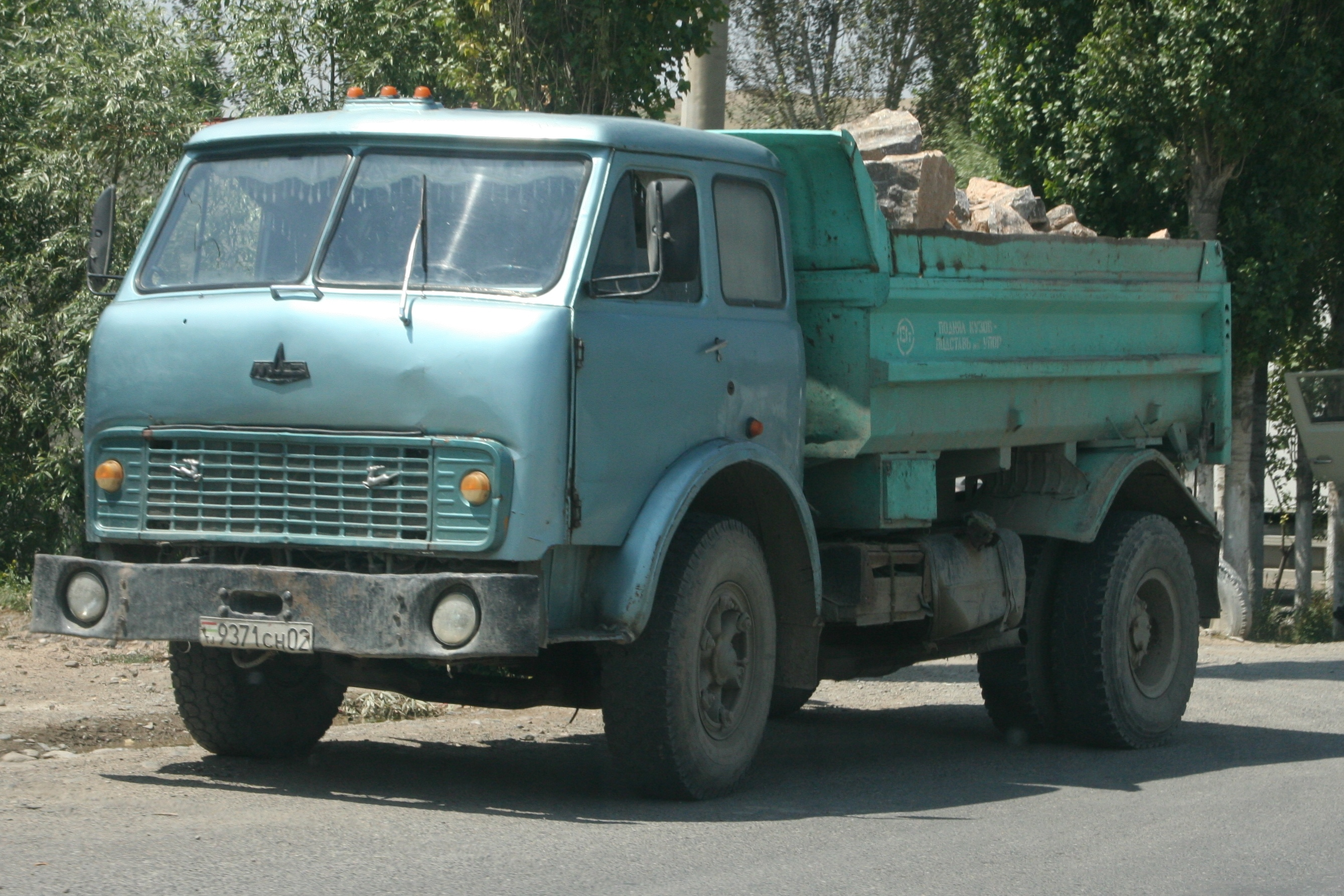
Самоскид МАЗ-5549

Автомобіль МАЗ-5549 виготовлявся на базі МАЗ-5335 і був продовженням моделі МАЗ-503А. Модернізовані автомобілі отримали нові позначення відповідно до чинної на той момент галузевих норм. На нових МАЗах фари головного світла були переміщені на передній бампер. Це відповідало вимогам стандарту з розміщення світлотехніки на вантажівках. Була поставлена нова декоративна решітка радіатора. Кабіна — двомісна з спальним місцем, цільнометалева, знаходиться над двигуном.
З 1985 року на Мінському автомобільному заводі почався випуск автомобіля МАЗ-5551. Незважаючи на це, автомобіль МАЗ-5549 залишався на конвеєрі до 1990 року.
Автомобілі комплектувались дизельними двигунами ЯМЗ-236 V6 об'ємом 11,15 л потужністю 180 к.с. і 5-ст. механічною коробкою передач.